# Технологический парк Bagmane

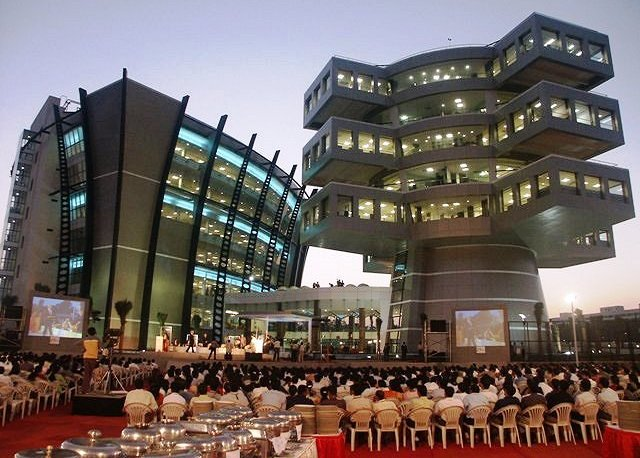

Технологический парк Bagmane (англ. Bagmane Tech Park) — технологический парк в Индии. Расположен в Бангалоре, в районе CV Raman Nagar (англ.). В основном здесь расположены подразделения компаний по разработке программного обеспечения. Парк построен и поддерживается компанией Bagmane Group. Территория парка граничит с Hindustan Aeronautics, её аэродромом и с Организацией оборонных исследований и разработок Министерства обороны Индии. На территории имеются все необходимые современные службы, торговый комплекс и, в центре, озеро площадью 4,7 гектара.
В парке представлены многие заметные мировые компании. Парк состоит из 10 больших зданий.

## Здания

Офис Oracle Financial Services Software Limited в Технологическом парке Bagmane

1. I-flex — здание целиком занимает офис I-flex solutions (изменено на Oracle Financial Services Software в конце 2008 года).
2. Bagmane Commerz — здесь размещаются Lenovo, Cyber Junction Inc., Informatica, Juniper Networks, Sapient Corporation (англ.), отделение Государственного банка Индии (англ.) с банкоматом. Также есть кофейня, заведения быстрого питания Subway и McDonalds, банкомат Citibank, офис Corporation Bank (англ.), Karvy Finapolis и ресторанный дворик.
3. Motorola CVR — здание целиком принадлежит Motorola, здесь размещается её большой научно-исследовательский и опытно-конструкторский центр по беспроводным технологиям и мобильным телефонам.
4. Texas Instruments — здание и его огромный кампус принадлежит исключительно компании Texas Instruments.
5. Bagmane Lake view — это самое крупное здание из всех, в нём размещаются MphasiS (англ.), Bagmane Builders, Texas Instruments, Volvo, HSBC, PwC.
6. Cognizant Technology Solutions India Pvt. Ltd.
7. Bagmane Laurel — здесь расположены Alstom Transport, CommVault (англ.), Netserv Technologies, CONCUR Technologies Inc., Tata Technologies (англ.), Dover Corporation (англ.), MphasiS, Ogilvy & Mather Advertising (англ.), Cypress Semiconductor (англ.), TVS ICS, Mortgage Industry Advisory Corporation (англ.). Phoenix Technologies (англ.), Bloomreach и Novell имеют в этом здании центры разработок. Португальское подразделение компании Thales Group имеет здесь проектный офис.

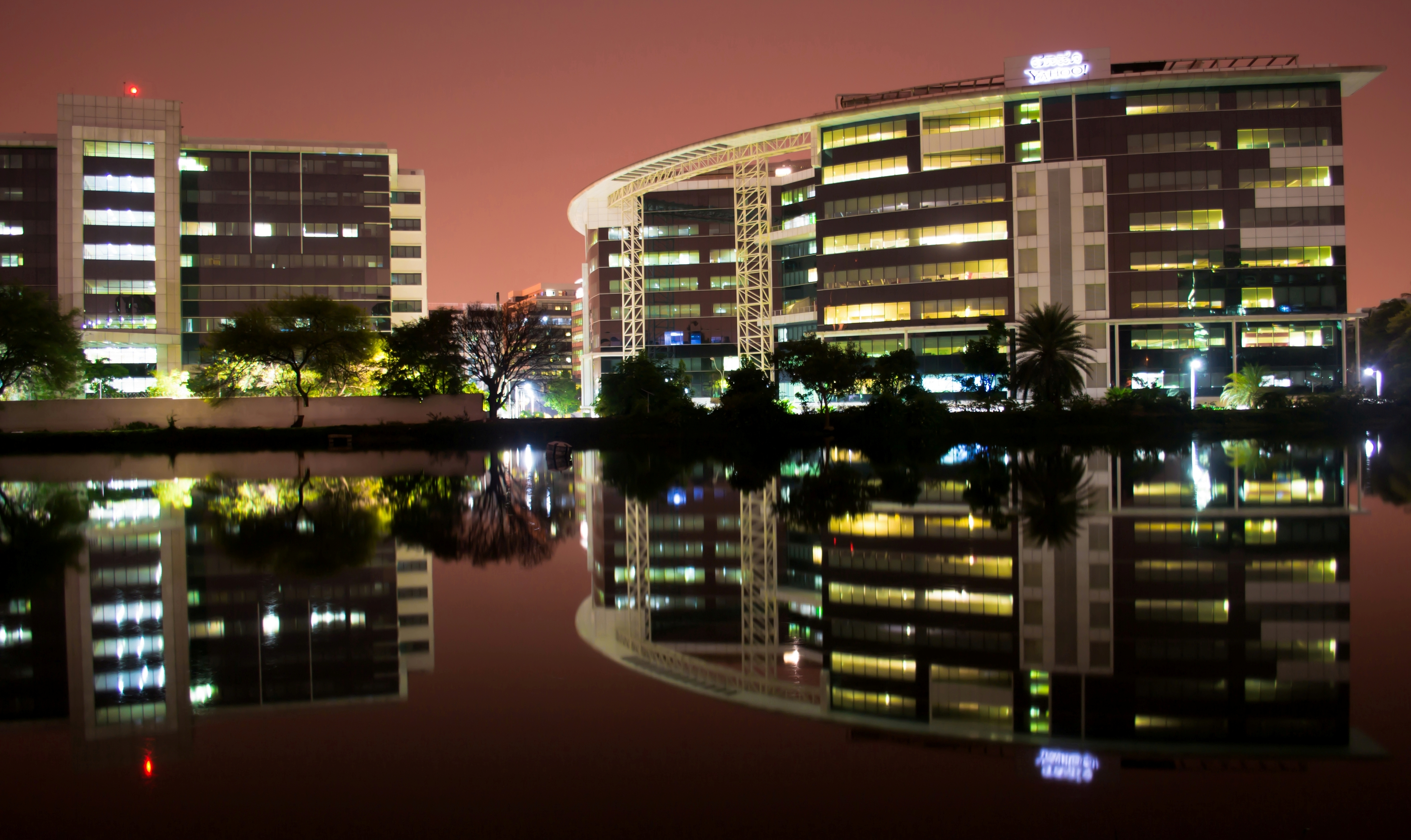
Офис Yahoo в Технологическом парке Bagmane

8. Bagmane Parin — здесь расположены MphasiS, Volvo, Sasken (англ.), центр исследований и разработок DELL.
9. Bagmane Tridib — здесь расположены Juniper Networks, Tecnotree (англ.), Volvo, Yahoo, Grant Thornton и LinkedIn.
10. Ericsson India Global Services Pvt Ltd — телекоммуникационная компания.

## Транспорт
Некоторые компании организуют для своих работников служебный транспорт, другие полагаются на специальные автобусные маршруты бангалорского муниципального транспорта (англ.). Эти автобусы проезжают по Бангалору 2-3 раза утром и 2-3 раза вечером.
Несколько компаний парка объединились и организовали автобусную службу технопарка, используя муниципальные автобусы. Маршруты автобусов соединяют разные части Бангалора с технопарком и доступны только для работников компаний технопарка. Такие автобусы имеют табличку с надписью «BTP».